# Trachyzelotes kulczynskii
Trachyzelotes kulczynskii är en spindelart som först beskrevs av Friedrich Wilhelm Bösenberg 1902.  Trachyzelotes kulczynskii ingår i släktet Trachyzelotes och familjen plattbuksspindlar. Inga underarter finns listade i Catalogue of Life.